# Britt Isaksson
Britt Davida Isaksson, född 10 november 1933 i Oskarshamn, död 28 januari 2011 i Kungsholms församling, Stockholm, var en svensk bibliotekarie, kulturskribent och översättare. Hon var gift med museimannen Olov Isaksson. Som översättare ägnade hon sig åt att översätta barn- och ungdomsböcker från spanska och engelska.
Britt Isaksson är begravd på Bredsättra kyrkogård på Öland.

## Priser och utmärkelser
- Gulliver-priset 1999